# L'attrice (film 1953)
L'attrice (The Actress ) è un film del 1953, diretto da George Cukor. La sceneggiatura si basa sul lavoro teatrale Years Ago di Ruth Gordon. La commedia, diretta da Garson Kanin, era andata in scena a Broadway dal 3 dicembre 1946 al 31 maggio 1947 per un totale di 206 recite. Il ruolo del padre, che nel film fu di Spencer Tracy, sul palcoscenico fu interpretato da Fredric March.

## Trama
1917, New England: Ruth Jones è una ragazzina della piccola borghesia, figlia di un ex marinaio che ha dovuto rinunciare ai suoi progetti per un posto sicuro, e di una casalinga ancor giovane, che vorrebbe assecondare le aspirazioni artistiche di Ruth. A teatro Ruth segue le sue attrici preferite, compra riviste di teatro di nascosto dal padre ma spera in un aiuto finanziario da parte di quest'ultimo per poter andare a New York e tentare la carriera di attrice. Il padre perde il posto di lavoro e le aspirazioni di Ruth sembrano spezzate per sempre, ma grazie alla vendita di un prezioso binocolo, la ragazza potrà realizzare il suo sogno.

## Produzione
Il film fu tratto dalla commedia Years Ago scritta da Ruth Gordon sulla base di ricordi autobiografici. Rispetto alla commedia, il personaggio di Ruth fu reso meno duro e meno determinato nel film dopo le insistenze del produttore Weingarten. La vera Ruth, autrice del soggetto e della sceneggiatura, fu molto contrariata da questo intervento ma dovette accettare alcuni tagli di montaggio. Per rendere più intimo e sereno il ritratto di una famiglia del 1917, nel teatro di posa fu ricostruita una piccola cucina in cui si svolge gran parte delle scene familiari del film.
Il ruolo di protagonista doveva essere interpretato da Margaret O'Brien, ma alla fine fu scelta l'inglese Jean Simmons, l'unica attrice britannica secondo Cukor in grado di simulare un accento americano con naturalezza. Per il ruolo della madre era prevista Katharine Hepburn, ma l'attrice rinunciò. Anthony Perkins, nella sua prima interpretazione cinematografica, recitava la parte del fidanzato della protagonista. Questa parte era stata sua anche in teatro, e proprio per questo Cukor si convinse a farlo debuttare.

### Musica
La musica di Bronislau Kaper fu orchestrata da Robert Franklyn. La coreografia è firmata da Hermes Pan.

## Distribuzione
Distribuito dalla Metro-Goldwyn-Mayer (MGM), il film uscì nelle sale cinematografiche USA il 25 settembre 1953. In Australia, fu distribuito il 23 ottobre 1953, in Portogallo il 7 ottobre 1954, in Finlandia l'8 luglio 1955, in Argentina il 6 marzo 1956, in Svezia il 5 ottobre 1959.
In Italia, il film ottenne il visto di censura nel 1954.

## Riconoscimenti
- Golden Globe 1954: miglior attore in un film drammatico (Spencer Tracy)
- National Board of Review Awards 1953: miglior attrice (Jean Simmons)